# Friões
Friões is een plaats (freguesia) in de Portugese gemeente Valpaços en telt 786 inwoners (2001).